# Latvia International 2020
Die Latvia International 2020 im Badminton fanden vom 28. bis zum 30. August in Jelgava statt.

## Sieger und Platzierte
| Disziplin    | Gold                            | Silber                       | Bronze                                  |
| ------------ | ------------------------------- | ---------------------------- | --------------------------------------- |
| Herreneinzel | Mihkel Laanes                   | Hans-Kristjan Pilve          | Mikk Järveoja                           |
| Herreneinzel | Mihkel Laanes                   | Hans-Kristjan Pilve          | Karl Kert                               |
| Dameneinzel  | Catlyn Kruus                    | Yasmine Hamza                | Katharina Fink                          |
| Dameneinzel  | Catlyn Kruus                    | Yasmine Hamza                | Perla Murenaite                         |
| Herrendoppel | Mikk Järveoja Mihkel Laanes     | Karl Kert Mihkel Talts       | Artur Ajupov Tauri Kilk                 |
| Herrendoppel | Mikk Järveoja Mihkel Laanes     | Karl Kert Mihkel Talts       | Oskar Männik Rannar Zirk                |
| Damendoppel  | Kati-Kreet Marran Helina Rüütel | Katharina Fink Yasmine Hamza | Eiprila Briede Annemarija Lorena Priede |
| Damendoppel  | Kati-Kreet Marran Helina Rüütel | Katharina Fink Yasmine Hamza | Kristīne Šefere Diana Stognija          |
| Mixed        | Mihkel Laanes Helina Rüütel     | Oskar Männik Ramona Üprus    | Jonas Petkus Gabija Mockute             |
| Mixed        | Mihkel Laanes Helina Rüütel     | Oskar Männik Ramona Üprus    | Pauls Eliass Rozenvalds Arta Priedniece |